# Martin Crusius

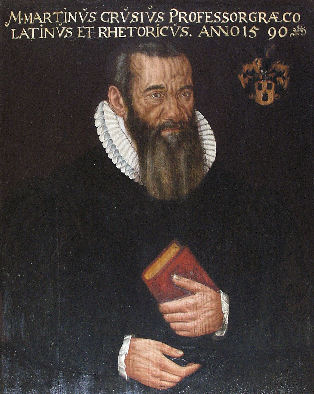
Imagen de Crusius que se puede ver en la universidad de Tubinga.

Martin Crusius (propiamente Martin Kraus, o Krauß) fue un humanista, historiador y filólogo alemán nacido el 19 de septiembre de 1526 en Walkersbrunn (actualmente parte de la ciudad de Gräfenberg), cerca de Erlangen, y fallecido el 25 de febrero o el 6 de marzo de 1607 (según el calendario juliano o el calendario gregoriano respectivamente) en Tubinga.
Fue profesor de moral, lengua griega y latina en la universidad de Tubinga y uno de los primeros en introducir en Alemania el estudio de la lengua griega. Su amistad con Teodosio Zygomalas, alto dignatario patriarcal en Constantinopla, filólogo y copista de manuscritos griegos, llegó a ser célebre: los dos son, por así decir, los fundadores del filohelenismo, una ideología que suscitó el interés de los intelectuales de Europa por los griegos de aquel entonces como descendientes de los helenos y los bizantinos.

## Vida
Martin Kraus era hijo de Martin Krauß senior (ca. 1494-1554), originario de Pottenstein, predicador en Walkersbrunn de 1520 a 1527 (desde 1525, pastor evangélico). Estudió en el Gymnasium de Ulm y en el claustro de Estrasburgo. En 1551, acudió a Tubinga como magister (Hofmeister) de dos jóvenes de Adel y solicitó un empleo, pero sin éxito. Entonces se desplazó de nuevo a Estrasburgo, donde dio lecciones en el Gymnasium local. En 1554 fue llamado al rectorado de la escuela latina de Memmingen, tras lo cual regresó a Tubinga, en 1559, como acompañante de un estudioso llamado Dietlmeyer; en dicha ciudad obtuvo una colocación como profesor de griego y latín. Allí también se le puso a cargo de la Retórica, en 1564. Dio lecciones sobre Sófocles, Tucídides, Homero, Aristóteles y Galeno y pronto se ganó una fama tal como helenista que hubo que construir una nueva aula para él y muchos extranjeros, en concreto griegos nativos, venían a Tubinga para escucharle. También ayudaba personalmente a algunos estudiantes a asumir los costes y la vivienda. 
Entró en relación con numerosos eruditos extranjeros, muchos de los cuales venían a Tubinga para visitarle. De su capacidad de trabajo y erudición dan testimonio un gran número de manuscritos y especialmente su diario en nueve tomos, en el cual no sólo anotaba sus vivencias, sino también sus lecturas y compendiaba extractos de libros impresos y manuscritos. Aparte de sus estudios, también parece que fue de naturaleza muy sociable. En su diario, informa repetidamente sobre banquetes que organizaba él mismo o a los que era invitado, y no sólo describe a los comensales y la conversación sino que informa aun de lo que se comió y bebió y de cuánto tiempo duró el banquete.

## Obra
La producción literaria de Kraus, o Crusius, consiste en diferentes obras menores y mayores sobre Gramática y Retórica griega y latina, escritos ocasionales académicos, ediciones y escolios de diversas obras griegas y una colección de informes sobre el estado de los griegos bajo el dominio turco, que llevan el título de Turco-Graecia y Germano-Graecia, y que aparecieron en Basilea en 1584 y 1585.
Su obra principal son los Annales suevici, que aparecieron en Fráncfort del Meno en 1595-96 en tres tomos en folio con un tomo de apéndices. Ofrecen un gigantesco fondo de materiales para la historia de Suabia y Württemberg. En 1733 Johann Jacob Moser los tradujo al alemán, los prosiguió y los completó con una biografía del autor (se imprimieron en Fráncfort del Meno). 
Especial testigo de la aplicación con la que solía emplear su tiempo Crusius son los veinte tomos de sermones copiados en griego. Como se desprende de lo dicho, él era un parroquiano normal, pero quería aprovechar el tiempo empleado en la iglesia también para el ejercicio del griego. 
Crusius es considerado como uno de los primeros defensores del filohelenismo. Desde 1573 mantuvo, junto con Jakob Andreae, un intercambio epistolar, que duró muchos años, con el Patriarca de Constantinopla Jeremías II Tranos, a quien se tiene por uno de los primeros contactos ecuménicos entre luteranos y ortodoxos. 

## Publicaciones
- Grammaticæ graecae cum latina congruentis pars prima (et altera), Basilea, 1552 et 1563
- Poetarum grœcorum libri duo, en vers, latin, 1567
- Germanogræciæ libri sex, 1584
- Turco-Græciæ libri octo, 1584
- Latino-graecum dictionarium 1563
- Annales suevici, 1594
- Comentarios a las obras de Demóstenes, de Homero, etc.